# Nanoputian
O nanoputian, ou nanoKid, é parte de uma série de moléculas cuja fórmula estrutural lembra a forma de um homúnculo. O cientista americano James Tour, da Universidade Rice, no Texas, desenhou e sintetizou estas moléculas como uma forma alternativa de educar os mais jovens quanto à química orgânica.
Consiste de dois anéis benzênicos conectados por alguns carbonos como o corpo, quatro acetilenos, cada um com um grupamento de alquila e um anel de dioxolano como sendo a cabeça. Acrescentar tiol às suas pernas permite que eles fiquem de pé em superfícies de ouro.
A fórmula estrutural nanoKid acabou se tornando piada nas redes sociais no Brasil após a realização do primeiro dia de prova do ENEM 2013, onde vários candidatos do teste acabaram por fazer verdadeiras caricaturas na estrutura que serviu como ilustração em uma das questões do teste de Química. Personagens como Darth Vader, e artistas como Miley Cyrus e PSY foram homenageados.